# Сова наочарка
Сова наочарка (лат. Pulsatrix perspicillata) велика је тропска сова из фамилије правих сова. Живи у шумама од јужног Мексика и Тринидада, преко Централне Америке и на југу све до јужног Бразила, Парагваја и северозападне Аргентине. Постоји шест подврста, од које се једна понекад третира као посебна врста, али већинско мишљење је да је она за сада још увек подврста, све док се не обаве детаљнија истраживања.

## Распрострањеност
Сова наочарка живи у Мексику, Централној Америци (Белизе, Гватемала, Ел Салвадор, Хондурас, Никарагва, Костарика, Панама), на Тринидаду и Тобагу и у Јужној Америци (Колумбија, Венецуела, Суринам, Гвајана, Француска Гвајана, Парагвај, Еквадор, Перу, Боливија, Бразил, Аргентина). Углавном живи у тропским кишним шумама, и то у деловима где је шума густа и обрасла старим дрвећем. Међутим, може живети и на другим подручјима, на пример, на ободима шума, где одлази углавном због лова. Повремено се могу наћи и у сувим шумама, у саванама, на плантажама и полуотвореним подручјима са дрвећем. У областима као што је Костарика, могу да насељавају и супторпсе планинске шуме до 1.500 метара надморске висине, иако су углавном везане за равничарске шуме.

## Опис
Ова птица може да нарасте у висину од 41 до 52.3 центиметра. Мушкарци теже 453 до 1.075 грама. Просечна тежина мужјака износи 767 грама, док су женке у просеку тешке 908 грама. Горњи део тела, глава и горњи део груди су јој црнкасте боје, фацијални диск је беле боје, а доњи делови тела жућкасто-окер боје. Очи су јој жуте и то је једина сова из свог рода са том бојом очију, док јој је кљун бледе боје. Младунци су још карактеристичнији од одраслих: потпуно су бели, а само им је фацијални диск чоколадне браон боје. Глава је обично тамнија од леђа. У поређењу са врстом Pulsatrix melanota, која је исте величине, међутим, она има тамне очи, беле обрве и браон груди ишаране белим мрљама, док је доњи део тела беличаст са црвенкасто-браон шарама. Наочарке се могу наћи углавном на нижим надморским висинама од врсте Pulsatrix melanota, али се њихови ареали преклапају или додирују од Колумбије па до северне Боливије. Врста Pulsatrix koeniswaldiana, која живи од североисточне Аргентине до источног Бразила, прилично је слична по изгледу сови наочарки, али се разликују по боји очију и величини шара. Све три до сада признате врсте разликују се и по својој песми.

## Размножавање
Наочарка се обично гнезди у шупљинама старог дрвећа, мада се дешава да јаја положи и на гранама великог дрвећа, и то у рашљама грана. Као и остале сове, и ове птице не праве гнездо, већ само снесу јаја на дрво, бирајући углавном труле шупљине старог дрвећа. Полажу једно или два јаја, која у потпуности или скоро у потпуности лежу женке. Младунци се излежу обично након пет недеља. Ако су се излегла оба младунца, углавном се дешава да само један младунац преживи, јер мање пиле често угине од глади или због агресивности већег младунца. Младунци напуштају гнездо након 5-6 недеља, али у том периоду још увек не знају добро да лете. Они зависе од родитеља неколико месеци након изласка из гнезда, а родитељи могу да их издржавају чак и годину дана након оспособљавања и тако губе могућност да имају младунце следеће године. Сове наочарке могу да се паре и да одгајају младе док још имају и паперје, јер је процес добијања перја одрасле јединке веома дуг, може да потраје и пет година.

## Систематика
Тренутно описане подврсте су:
- Pulsatrix perspicillata boliviana (Kelso, 1933)
  - Распрострањена у Боливији. Слична је врсти P. p. chapmani, са мало светлијим перјем и лакша од ње. Перје код ове врсте изледа прилично дугачко, посебно на боковима, вероватно због хладнијих подручја које насељава. Припадници подврсте имају крила дужине између 335 и 366 милиметара и реп дугачак 205 милиметара.[7][8]
- Pulsatrix perspicillata chapmani (Griscom, 1932)
  - Настањује подручја од источне Костарике до северозападног Еквадора. Релативно је тамно обојена подврста, гараво црне боје је на леђима и шарено је обојена на доњем делу тела. Крила су јој дужине 326 до 346 милиметара, а реп 183 до 193 милиметара. Кљун јој је дугачак 29.5 милиметара, а просечна тежина 750 грама.[8][9]
- Pulsatrix perspicillata perspicillata (Latham, 1790)
  - Најшире распрострањена подврста, од северозападних делова Јужне Америке и јужно све до централног Бразила и Боливије. Крила су јој дуга 305-355, реп 133-196, а кљун 26.5-31.5. милиметара.[3][8]
- Pulsatrix perspicillata pulsatrix (Wied-Neuwied, 1820)
  - Живи у југоисточном Бразилу и североисточној Аргентини. Ова врста има кремастосмеђи фацијални диск уместо беле боје. P. p. pulsatrix је светлије боје од било које друге сове наочарке, без контрастног тамнијег перја на темену и потиљку као код других подврста. Груди су јој браон боје. Главна разлика (која је довела до преиспитивања читаве врсте) јесте бржа територијална песма од осталих подврста. Очигледно је да, када долази до преклапања ареала ове подврсте са другим типичнијим подврстама сове наочарке, не долази до њиховог мешања. Ова подврста је највећа од свих осталих. Крила су јој дужине између 363 и 384 милиметра, а реп 211 до 226 милиметара. Просечна тежина мужјака и женке износи 1.050, односно 1.250 грама, што је највећа забележена тежина било које сове наочарке.[3][4][6][8]
- Pulsatrix perspicillata saturata (Ridgway, 1914)
  - Живи од јужног Мексика до северне Костарике. Ова врста се разликује од типичне сове наочарке само по томе што има црну боју на глави и леђима, са црним шарама на странама. Једна је од најразличитијих досад описаних подврста. Крила су јој дуга 314-370 милиметара, а реп 182-204 милиметра. Кљун је дуг 27 до 32.5 милиметра. Мужјаци су тешки 591 до 761 грам, а женке 765 до 982 грама.[3][8]
- Pulsatrix perspicillata trinitatis (Bangs & T. E. Penard, 1918)
  - Живи на Тринидаду и Тобагу. Ова слабо позната подврста која се понекад третира као синоним за неке друге подврсте.[3][8] Данас се претпоставља да је ова подврста изумрла.[10]

## Статус
Сова наочарка има веома велики ареал распрострањености и становник је већег дела свог ареала. Сходно томе, на IUCN листи је класификована као последња брига. Међутим, пошто је веома велика сова, споро достиже полну зрелост и има јак осећај територијалности, по правилу се у свом ареалу јавља у малим густинама. У областима у којима су биле убијане од стране човека или је њихово станиште било уништавано, оне су полако почеле да нестају. То је вероватно и узрок нестанка читаве подврсте на Тринидаду (P. p. trinitatis). Повремено се дешава да неку сову убију аутомобили крећући се путем који пролази кроз шуму.

## Галерија
- Глава сове наочарке
- Сова наочарка током исхране
- Две одрасле јединке и младунче у заточеништву